# 郑北渭
郑北渭（1921年10月—2012年），男，原籍浙江定海，生于上海，中国传播学家、摄影理论家、摄影家，曾任复旦大学教授。